# رحما اوبد
رحما اوبد (انگلیسی: Rhema Obed؛ زادهٔ ۱۱ سپتامبر ۱۹۹۱) بازیکن فوتبال اهل بریتانیا است.
از باشگاه‌هایی که در آن بازی کرده‌است می‌توان به باشگاه فوتبال راپید بخارست و باشگاه فوتبال شفیلد اشاره کرد.
وی همچنین در تیم ملی فوتبال زیر 16 سال انگلستان بازی کرده‌است.